# Zinsbauer
Zinsbauern, auch Zinsleute, Gabelleute oder Zensualen (lat. homines censuales) waren Angehörige des Bauernstands, die gegenüber dem Grundherrn zur Leistung von bestimmten Geldabgaben (Zinsgeld, zu lateinisch census = Abgabe, Zins) verpflichtet waren.
Der Germanist Adelung definiert den Zinsbauern als einen Bauern, „welcher für den Genuß seiner Grundstücke dem Grundbesitzer Zins zu entrichten verbunden ist“.
Hervorgegangen aus dem antiken Patronatswesen, waren im Mittelalter eine Heiratsgebühr, eine Abgabe im Todesfall sowie ein Kopfzins geschuldet.
Durch Zahlung des Kopfzinses konnte die leibrechtliche Bindung an den Leibherrn (Verpflichtung zu persönlichen Frondiensten) abgelöst werden.
Der geschuldete Zins wurde in das Zinsregister eingetragen und von den Zinsmeiern eingezogen.